# Ngoné Ndour
 (juillet 2024).
 (juillet 2024).
Ngoné Ndour est une productrice et entrepreneure sénégalaise, connue pour son rôle crucial dans l'industrie musicale et culturelle du Sénégal. Sœur du célèbre chanteur Youssou Ndour, elle a fondé et dirige Prince Arts, une maison de production musicale influente. En 2016, elle devient présidente du Conseil d'administration de la Société sénégalaise du droit d'auteur et des droits voisins (SODAV), où elle travaille à la protection et à la promotion des droits des artistes. Mère d'un fils, Ngoné Ndour continue de marquer la scène culturelle sénégalaise par son engagement et son dévouement.

## Vie personnelle

### Enfance et famille
Ngoné Ndour est née à Dakar dans une famille où la musique et la culture occupent une place centrale. Ses parents, Elimane Ndour et Sokhna Mboup, ont inculqué des valeurs de solidarité et de persévérance à leurs enfants. Ngoné est la sœur cadette de Youssou Ndour, icône de la musique sénégalaise, et fait partie d'une fratrie impliquée dans l'art et la culture, notamment sa sœur Aby Ndour.

### Éducation
Ngoné a grandi à Dakar, où elle a poursuivi ses études. Elle a étudié la gestion, ce qui lui a permis de se préparer à une carrière dans l'industrie musicale et de production. Son parcours éducatif a été marqué par une immersion dans la culture et l'art, influençant son développement personnel et professionnel.

### Vie conjugale et maternité
Ngoné Ndour a été mariée à Matar Kouyaté, un homme respecté pour sa générosité et son soutien indéfectible. Ensemble, ils ont eu un fils, Elimane Kouyaté, qui est au cœur de la vie de Ngoné. La perte tragique de Matar Kouyaté en août 2015 a profondément affecté Ngoné et son fils, renforçant leurs liens familiaux et leur foi.

### Spiritualité et engagement
Après le décès de son mari, Ngoné Ndour s'est rapprochée de la religion, trouvant réconfort et force dans la spiritualité. Elle a choisi de porter le voile, marquant un engagement personnel et spirituel important. Cette décision reflète une partie essentielle de sa personnalité, alliant tradition et modernité.

### Vie actuelle
Ngoné Ndour continue de vivre à Dakar, où elle reste proche de sa famille et est impliquée dans des activités qui soutiennent la culture et la musique sénégalaise. Elle honore les valeurs et les enseignements de ses parents, tout en contribuant activement à la préservation et à la promotion de la culture de son pays.

## Carrière

### Débuts et ascension
Ngoné Ndour a commencé sa carrière en gérant le studio de production musicale Jololi, fondé par son frère Youssou Ndour. À la suite de la fermeture de Jololi, elle n’a pas baissé les bras et a cofondé, avec ses frères Ibou et Ndiaga Ndour, la société Prince Arts en 2008. Cette entreprise se spécialise dans la production musicale, audiovisuelle et événementielle. Sous sa direction, Prince Arts a propulsé de nombreux talents et a lancé des initiatives comme "Le Petit Bal des Enfants" et le célèbre concours de jeunes talents "Sen Petit Gallé".

### Séjour à Londres
Avant de consolider sa position au Sénégal, Ngoné Ndour a passé du temps à Londres où elle a travaillé dans divers secteurs pour acquérir une expérience internationale. Cette période à l’étranger lui a permis de développer une vision plus globale et d'élargir son réseau professionnel, ce qui a grandement influencé son approche de la gestion et du développement des talents musicaux une fois de retour au Sénégal.

### Implication dans la SODAV
Ngoné Ndour a joué un rôle crucial dans la création de la Société Sénégalaise du Droit d’Auteur et des Droits Voisins (SODAV). Elle a été l’une des principales architectes des textes législatifs de 2008 remplaçant la loi de 1972 sur le droit d’auteur. Après l’élection et la démission de la présidente initiale, Angèle Diabang, Ngoné a été élue Présidente du Conseil d’Administration de la SODAV en 2016. Sous sa direction, la SODAV a été officialisée par le président Macky Sall et a entrepris de nombreux projets pour défendre les droits des artistes interprètes et producteurs.

### Engagement et philosophie
Ngoné Ndour est reconnue pour sa passion inébranlable pour la musique et son engagement en faveur des droits des artistes. Elle se décrit comme une artiste dans l’âme, entourée de créateurs et profondément investie dans le développement du secteur culturel sénégalais. Son mandat à la SODAV a été marqué par un bénévolat dévoué, gérant une organisation complexe avec rigueur et professionnalisme.